# سمنان (إب)
سمنان هي إحدى قرى الجمهورية اليمنية. تتبع جغرافيا لمحافظة إب وإداريًا لمديرية القفر. يبلغ تعداد سكانها 2482 نسمة حسب الإحصاء الذي أجري عام 2004.